# Odile Schweisguth
Odile Schweisguth, née le 18 octobre 1913 à Remiremont et morte le 26 mars 2002 à Cotâpre (Molphey), est une médecin cancérologue française. Elle est connue comme pionnière de la cancérologie pédiatrique en Europe et comme fondatrice du premier service de cancérologie de l'enfant à l'institut Gustave-Roussy.

## Biographie

### Études
Après s'être formée à l'école d'infirmière de la Croix-Rouge, elle commence ses études de médecine à Nancy en 1932. En 1934, sa famille déménage à Paris et elle les rejoint. Elle continue ses études à la nouvelle université de Paris où elle reçoit son premier diplôme de médecine en 1936. Après la Seconde Guerre mondiale, elle obtient son doctorat en 1946, avec une thèse en cancérologie sous la direction de Pierre Ameuille.

### Carrière
Son intérêt se porte sur la pédiatrie et elle se forme auprès de Robert Debré à l'hôpital Necker-Enfants malades, à Paris.
En 1948, elle rejoint l'Institut Gustave Roussy à Villejuif, un des centres mondiaux sur le cancer, alors dirigé par René Huguenin, pour ouvrir une section pédiatrique au sein de l'Institut. Elle devient chef du service de pédiatrie en avril 1952. Elle participe également à la fondation de la Société internationale d'oncologie pédiatrique, dont elle est la première présidente.
Elle prend sa retraite de l'Institut Gustave Roussy en 1978. Elle meurt le 26 mars 2002 à son domicile de Cotâpre à Molphey en Côte-d'Or.

### Vie privée
Bien des années plus tard, elle décide d’adopter un des enfants qu’elle avait soigné déjà adulte, Jacques Gripois Schweisguth.

## Distinctions
- 1997 : co-lauréate du prix Antoine-Lacassagne, décerné par la Ligue nationale contre le cancer, avec  Thierry Philip[3].
- 1999 : chevalier de la Légion d'honneur[4],[5].